# Guatemala
Per a la capital del país, vegeu Ciutat de Guatemala.
Guatemala és una república de l'Amèrica Central que afronta al nord i a l'oest amb Mèxic, al nord-est amb Belize i amb el mar Carib a través de la badia d'Amatique (al golf d'Hondures), al sud-est amb Hondures i El Salvador, i al sud amb l'oceà Pacífic.
Excepte les regions costaneres, Guatemala és un país muntanyós, amb un clima tropical càlid, més temperat a les terres altes. La major part de les ciutats principals són a la meitat sud del país: la ciutat de Guatemala (la capital, amb vora un milió d'habitants, i més de dos i mig a l'aglomeració), Quetzaltenango (130.000 habitants) i Escuintla (100.000 habitants). El gran llac d'Izabal és prop de la costa caribenya.
Té una extensió de 108.890 km² i una població (2003) de 13.909.384 habitants, amb una densitat de 119 hab/km².
El 1997 el Govern de Guatemala fou guardonat amb el Premi Príncep d'Astúries de Cooperació Internacional per acords de pau signats amb la Unidad Revolucionaria Nacional Gutemalteca (URNG) després de trenta anys de conflicte.

## Etimologia
El nom Guatemala prové del mot nàhuatl Cuauhtēmallān (nahwiki), o «lloc de molts arbres», un derivat del mot maia k'iche per «molts arbres» o potser més específicament per a l'arbre dit Cuate/Cuatli (Eysenhardtia). Aquest va ser el nom que els soldats de Tlaxcaltecan que van acompanyar Pedro de Alvarado durant la conquesta espanyola donaren a aquest territori.

## Història
Del segle iv fins al segle xi va ser el centre de la civilització maia del Petén (regió situada entre Mèxic i Belize), de la qual han quedat, entre d'altres, les ruïnes de Tikal. Diferents grups van poblar Guatemala durant l'època també coneguda com a precolombina, però la més important va ser la civilització maia. Els maies van governar la major part de Petén, però van fer edificacions de temples i ciutats en les regions altes de Guatemala.

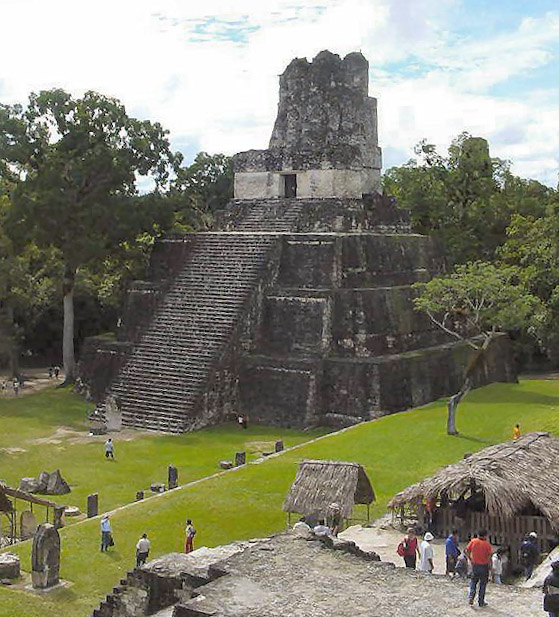
Temple de les Màscares, a Tikal.

La civilització maia va florir en gairebé tot el que avui és Guatemala i les regions circumdants, durant aproximadament dos mil anys, abans de la colonització pels espanyols. La seva història es divideix en tres períodes: preclàssic, clàssic i postclàssic. És durant el període clàssic quan aquesta civilització té els principals avenços científics i culturals. No obstant això, el poble maia no acaba la seva història aquí, ja que avui dia encara poblen la regió. La major part de les grans ciutats maies de la regió del Petén i les terres baixes del nord de Guatemala, van ser abandonades al voltant de l'any 1000 aC. Els estats postclàssics de les terres altes centrals —com el Regne K'iche' de Q'umarkaj— però, prosperaven encara fins a l'arribada del conqueridor espanyol Pedro de Alvarado entre 1523 - 1527.
Els pobladors aborígens de les terres altes, com els cakchiqueles, els mams, els quitxés i els tz'utujils, i els q'eqchi's a les terres baixes del nord, encara formen una part significativa de la població guatemalenca.
El 1523 els conqueridors espanyols van arribar per l'oest, provinents de Mèxic, sota el comandament del capità Pedro de Alvarado, amb la intenció d'explorar i colonitzar els territoris de l'actual Guatemala. Es van enfrontar primer amb els indis quitxés, i després es van aliar breument amb els indis kaqtxikels, fundaren llur primer assentament el 25 de juliol de 1524 a la rodalia d'Iximché, capital dels kaqtxikels, vila que va rebre per nom Santiago de Guatemala en honor de l'apòstol Jaume el Major.
Guatemala esdevé independent el 1823, primer com a part de les Províncies Unides de l'Amèrica Central, de la qual es va declarar independent el 1838 i a partir de 1840 definitivament com a república independent. Com en la major part dels països iberoamericans, la independència de Guatemala va ser un moviment essencialment elitista, que no va representar cap millorament immediat de les condicions de vida del poble; ara bé, va ser promoguda fonamentalment per l'elit econòmica de la regió per a poder enriquir-se amb els nous llaços comercials que esperaven adquirir, i no tant per la separació política mateixa. La història de Guatemala és marcada per una sèrie de revolucions, cops d'estat, governs antidemocràtics i diverses intervencions dels Estats Units, la més recent el 1954.
Després d'una guerra civil de 36 anys, la violència política es va acabar el 1985 i s'hi va instaurar un règim democràtic. El 1996 es varen signar els Acords de Pau, que inclouen disposicions que exigeixen responsabilitats a l'exèrcit en les massacres. A partir del tractat la violència no ha cessat del tot, el 1998 és assassinat el bisbe Juan José Gerardi, defensor dels drets humans.
A l'inici de la dècada de 2010, el conflicte rebrotà. Principalment la zona de l'Alta Verapaz es veu immersa en un procés de violència política entre l'estat, el narcotràfic i els paramilitars per una banda, i les comunitats i les associacions camperoles i sindicals per l'altre. Tot i els acords de pau del 1996, l'estat no es va responsabilitzar de les reparacions i la situació política i econòmica abocà la població a més marginació i pobresa.
Més tard, el govern (2016-2020) de Jimmy Morales cooperà amb empreses mineres i hidroelèctriques i imposà projectes en territoris ancestrals mitjançant l'exèrcit, els cossos policials i corporacions de seguretat privada. Des d'aleshores, tant la resistència indígena com la implantació de projectes extractius, la presència de multinacionals a través d'empreses subsidiàries guatemalenques i els processos de repressió i criminalització, s'han repetit al país. Segons dades del Ministeri d'Energia i Mines, el 2017 es comptabilitzaren 307 llicències mineres i 599 en tràmit. Aquell mateix any, l'organintzació Unidad de Protección a Defensoras y Defensores de Derechos Humanos (UDEFEGUA ) va documentar al país 493 agressions i atacs, 52 dels quals assassinats de defensors dels drets humans.

## Govern i política
L'actual política està regida per la Constitució Política de la República de Guatemala de 1985 i reformada el 1993 en la qual s'estableix Guatemala com un Estat lliure, independent i sobirà. El sistema de govern és republicà, democràtic i representatiu.
El poder executiu recau en el president, el vicepresident i el consell de ministres i en altres entitats públiques corresponents a aquest organisme. El president i el vicepresident són elegits per un període improrrogable de quatre anys per mitjà del sufragi universal i secret. El president és el comandant en cap de les forces armades i les forces públiques. El president fins al 2 de setembre de 2015 fou el general Otto Pérez Molina i la seva vicepresidenta fins al 8 de maig del mateix any fou Roxana Baldetti, primera dona a ocupar la segona magistratura. Aquests dos van dimitir del govern quan ha sortit a la llum que eren implicats en el cas de corrupció anomenat la Línea. El president que va ocupar el lloc d'Otto Pérez de manera interina fou Alejandro Maldonado, que va obtenir el càrrec de vicepresident al renunciar-hi la Roxana Baldetti.
El poder legislatiu recau en el Congrés de la República, el qual consta de 158 diputats dels diferents districtes electorals per a un mandat de quatre anys. Poden ser reelegits mitjançant el sufragi universal i secret. Representa el poble i té la potestat legislativa, és a dir està a càrrec de crear, derogar o modificar les lleis.
Els seus períodes o sessions ordinàries començaran del 14 de gener al 15 de maig i de l'1 d'agost al 30 de novembre de cada any, sense necessitat de convocatòria, així també podrà fer-ho en reunions extraordinàries quan és menester. L'actual president del Congrés és Pedro Muadi Menéndez.

## Subdivisió administrativa
Guatemala està dividida en 22 departaments:
| 1.Alta Verapaz 2.Baja Verapaz 3.Chimaltenango 4.Chiquimula 5.El Petén 6.El Progreso 7.El Quiché 8.Escuintla 9.Departament de Guatemala 10.Huehuetenango 11.Izabal | 12.Jalapa 13.Jutiapa 14.Quetzaltenango 15.Retalhuleu 16.Sacatepéquez 17.San Marcos 18.Santa Rosa 19.Sololá 20.Suchitepéquez 21.Totonicapán 22.Zacapa | Departaments de Guatemala |

## Economia
Article principal: Economia de Guatemala
El sector agrícola representa el 25% del producte interior brut (PIB), 66% de les exportacions i el 50% de la força laboral. El cafè, el sucre i la banana són els productes principals. La manufactura i la construcció representen el 20% del PIB. Els acord de pau de 1996, que van acabar amb una guerra civil de 36 anys, van remoure els obstacles a la inversió estrangera, i han accelerat el creixement econòmic del país.
La pau va donar un impuls al turisme com a sector en via de creixement. D'acord amb les estadístiques de l'Institut Guatemaltenc de Turisme (INGUAT) i l'INE per al 2010 el turisme a Guatemala va pujar un 10%, on els 35% provenien dels Estats Units i Canada, el 27% d'Europa (especialment d'Alemanya, Anglaterra, Espanya, França i Itàlia), el 26% d'Àsia (sobretot de la Xina, Corea i Singapur), el 9% de països d'Amèrica Central i Amèrica del Sud, i el 3% de Africa i Oceania. Els llocs turístics més visitats són: el llac de Atitlán, antiga Guatemala, Tikal, Esquipulas, riu dolç, semuc champei, Chichicastenango i Iximché.
Això no obstant, aquest creixement roman un handicap per a les elits polítiques i econòmiques del país. La inversió estrangera via empreses transnacionals facilita el desmembrament de comunitats indígenes i camperoles i produeix grans desastres ecològics dels quals aquest últim col·lectiu n'és el gran afectat.

### Pobresa
Segons el Instituto Nacional de Estadística de Guatemala, el 2014, el 59,3% del total de la població viu sota el llindar de pobresa i el 23,4% del total de la seva població viu en la pobresa extrema. En termes absoluts, uns 15,9 milions de persones es poden considerar pobres i 6.300.000 són pobres extrems. El 2006, l'any en que s'havia fet l'última aproximació a l'índex de pobresa, un 51,2% dels guatemalencs eren considerats pobres i el 15,3% eren considerats extremadament pobres. Això significa que tant els pobres com els pobres extrems han augmentat un 8,1% durant aquests vuit anys.
Per a calcular quan una persona és considerada pobre (el 2014) s'ha calculat que és quan un guatemalenc viu amb menys de 10.218 quetzals anuals (uns 1.277 euros a data de 2015) i que un guatemalenc extremadament pobre viu amb menys de 5.750 quetzals anuals.
Les regions amb un índex de pobresa superior són l'Alta Verapaz (83,1 de pobres i 53,6 de pobres extrems), Sololá (80,9% i 39,9%), Totonicapán (77,5% i 41,1%) i El Quiché (74,7% i 41,8%) i les regions en les que el percentatge de pobres és menor són Guatemala (33,3% i 5,4%), Sacatepéquez (41,1% i 8,4%), Escuintla (52,9% i 8,2%) i El Progreso (53,2% i 13,2%). En gairebé tots els territoris, excepte en els departaments del Quiché, San Marcos, Baja Verapaz i Santa Rosa, l'índex de pobresa ha augmentat en aquests 8 anys. Els que han patit un augment més alt de la pobresa han estat Guatemala (17%), Jutiapa, Quetzaltenango i Escuintla.
La pobresa en aquests vuit anys va augmentar tant en les zones urbanes (42,1% com en les zones rurals (76,1%) i la pobresa extrema se situa en el 24.4% de la població de les zones rurals i en el 5,3% de la població de les zones urbanes.
Segons Valerie Julliand, coordinadora de l'ONU a Guatemala, aquest és l'únic país centreamericà en què hi ha un augment de la pobresa d'ençà que es van elaborar els objectius del Mil·lenni per l'erradicació de la pobresa al món, tot i que el país no ha patit cap guerra ni cap gran desastre humanitari. Així, ella considera que això és degut a un fracàs de les polítiques i accions que ha emprès el govern del país.
Segons Carlos Sobrado (del Banc Mundial), aquest augment de la pobresa es deu en part a l'augment dels preus dels aliments bàsics i recomana l'obertura comercial i que es facin polítiques internes que contribueixin a la baixa dels preus.

## Demografia
Guatemala té una població de 15.824.463 (2014 est). Amb només 885.000 el 1900, el que constitueix el creixement de la població de més ràpid en l'hemisferi occidental durant el segle 20.
Segons l'Instituto Nacional de Estadística de Guatemala, el 2014 vivien a cada llar del país unes 4.8 persones de mitjana (el 2000 eren 5,2), el 38,8% de la seva població s'autoidentifica com indígenes (quan el 2011 ho feien el 39,6%), el 49,5% viuen en un entorn rural (enfront del 48,1% el 2011), el 79,1% de les persones de 15 anys estan alfabetitzades (el 2006 ho eren el 74,5%) i les dones entre 5 i 49 anys tenen una mitjana de 3,4 embarassos (quan el 2006 fou de 4,3).
Un nombre significatiu dels guatemalencs viuen fora del seu país. La majoria de la diàspora guatemalenca es troba als Estats Units d'Amèrica, amb estimacions que van des 480.665-1.489.426. La dificultat en aconseguir recomptes precisos per als guatemalencs a l'estranger es deu al fet que molts d'ells són els sol·licitants de refugi a l'espera de la determinació del seu estat. L'emigració als Estats Units d'Amèrica ha portat al creixement de les comunitats guatemalenques a Califòrnia, Delaware, Florida, Illinois, Nova York, Nova Jersey, Texas, Rhode Island i altres llocs des dels anys 1970.
| Estat        | Emigrants           | Any       |
| ------------ | ------------------- | --------- |
| Estats Units | 480.665 – 1.489.426 | 2000-2006 |
| Mèxic        | 23.529 – 190.000    | 2006-2010 |
| Canadà       | 14.253 – 34.665     | 2006-2010 |
| Belize       | 10.693              | 2006      |
| Alemanya     | 5.989               | 2006      |
| Hondures     | 5.172               | 2006      |
| El Salvador  | 4.209               | 2006      |
| Espanya      | 2.491 – 5.000       | 2006-2010 |
| França       | 1.088               | 2013      |

### Grups ètnics
Segons el Cens realitzat per l'Institut Nacional d'Estadística (INE), al voltant de 50,5 per cent de la població és mestissa (també coneguda com a ladino), el que reflecteix l'herència indígena i europeu mixt. Una proporció similar dels guatemalencs (41 per cent) són d'ascendència ameríndia completa, que es troba entre el major percentatge de qualsevol país en l'hemisferi occidental. La majoria dels indígenes guatemalencs són del poble maia, és a dir, quitxés (11,0 per cent de la població total), q'eqchi's (8,3 per cent), kaqtxikels (7,8 per cent), mam 5,2 per cent), i "una altra maia" (7,6 per cent). Menys d'un u per cent són indígenes no maies.
Els blancs d'ascendència europea (també anomenat Criollo) representen el 8 per cent de la població. La majoria són descendents de colons alemanys i espanyols, seguits d'altres grups d'ascendència com el francès, italià, anglès, belga, noruec, rus i l'irlandès.

### Idiomes

Distribució a Guatemala per idiomes. Porpra: Castellà. Altres colors: idiomes maies.

Únic idioma oficial de Guatemala és l'espanyol, parlat pel 93 per cent de la població, ja sigui com a primera o segona llengua.
Vint idiomes maies que es parlen, especialment a les zones rurals, així com dues llengües ameríndies no-maies: xinca, que és autòctona del país, i garifuna, una llengua arauac parlada en la costa del Carib. D'acord amb la Llei de Llengua de 2003, aquestes llengües són reconegudes com a llengües nacionals.

### Religió
El cristianisme roman fort i vital per a la vida de la societat guatemalenca, però la seva composició ha canviat a través de generacions d'agitació social i política. El catolicisme romà, introduït pels espanyols durant l'època colonial, encara és el grup dominant, que representa el 49,3% de la població a partir de 2007. Els protestants constitueixen el 34,7%, seguit d'2,7% en les altres religions (com el judaisme, l'islam i el budisme), i el 13,1% afirma no tenir cap religió. Una enquesta més recent de 2012 revela els catòlics en el 47,1%, els protestants en el 38,9%, altres religions en el 2,6%, i els no religiosos a l'11,6%.

## Geografia

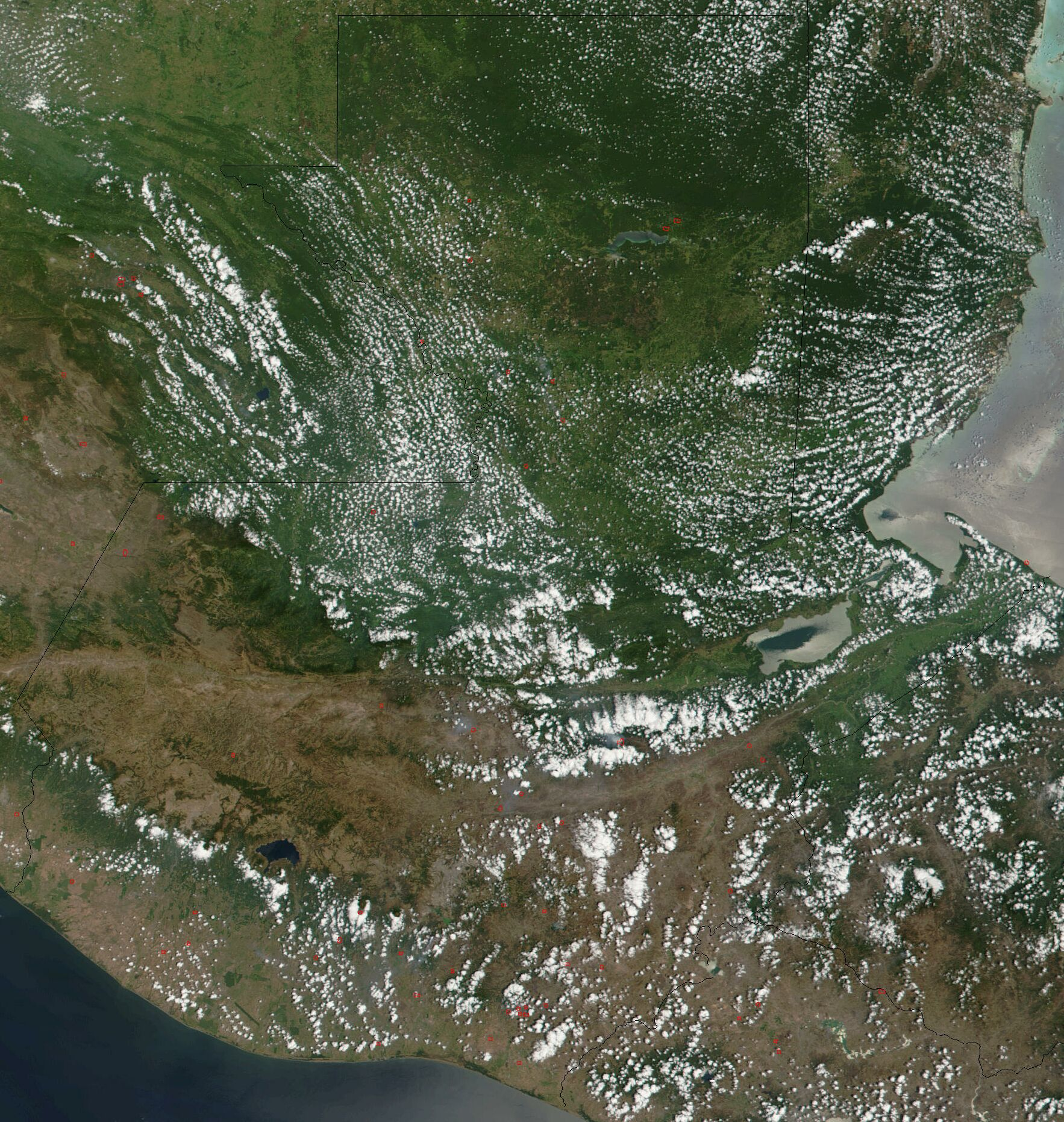
Imatge satelital de la República de Guatemala.

La geografia és en gran part muntanyenca. Posseeix suaus platges al litoral del Pacífic i planes baixes al nord del país. És travessada a la part central per la Serralada dels Cuchumatanes i part de la Serra Mare del Sud.
La diversitat ecològica la posiciona en fa un atractiu turístic del més valorats a l'Amèrica Central. La diversitat topogràfica fa que posseeixi una varietat de paisatges i climes diferents, per tant es caracteritza la gran riquesa de flora i fauna.
Aproximadament dues terceres parts del territori de Guatemala són muntanyes, moltes d'origen volcànic. Les terres altes comprenen dues serralades paral·leles, la Serra dels Cuchumatanes i el sistema de la serra Mare, continuació de la serralada mexicana del mateix nom, que travessa Guatemala d'oest a est i divideix el país en dos altiplans d'extensió desigual.
El vessant septentrional, la regió de Petén, comprèn des de zones de pasturatge fins a selves altes (boscos humits tropicals) i està poc poblada. Malgrat ser un país petit en grandària Guatemala és excepcional en termes de diversitat biològica en comparació a altres països i regions.
Amb set biomes, Guatemala es posiciona en el primer lloc de Centreamèrica quant a diversitat ecoregional, amb 14 ecoregions i en segon lloc en el nombre total d'espècies descrites, que inclouen mamífers, rèptils, amfibis, aus i plantes, superat únicament per Costa Rica.
En termes d'espècies endèmiques Guatemala ocupa el primer lloc amb relació a Centreamèrica, ja que més del 13% de les espècies de mamífers, rèptils, amfibis, aus i plantes són endèmiques. Aquest tret és particularment notori per a la flora, ja que més del 15% de les espècies que existeixen al país són considerades endèmiques. Guatemala alberga més de nou mil espècies de plantes i animals vertebrats i té la major diversitat de salamandres apulmonades (família Plethodonitiadae), del món, amb 41 espècies, de les quals 19 són endèmiques. Aproximadament el 20% de l'avifauna de Guatemala està composta per espècies migratòries.
Guatemala té set llocs Ramsar, aiguamolls d'importància internacional. Però segons l'Inventari Nacional d'Aiguamolls, hi ha 252 llocs d'aiguamolls, entre llacs, llacunes, rius, pantans, etc.
Existeixen 192 espècies de mamífers nadius, 486 espècies d'aus (370 espècies es reprodueixen al país i presència addicional de 116 espècies) La diversitat d'amfibis, Guatemala presenta la diversitat de salamandres sense pulmons més alta del món. Segons Villar, les espècies d'amfibis a Guatemala s'agrupen en nou famílies i 27 gèneres, sent la més nombrosa la família dels anurs (gripaus,i granotes) amb 83.
El continent americà ha estat considerat com el centre d'origen d'una sèrie d'importants plantes conreades. El centre d'origen de moltes d'aquestes plantes conreades es troba a la regió compartida entre Mèxic i Guatemala. Aquest país és considerat com un dels centres d'origen per Nikolai Vavílov, qui mitjançant l'anàlisi de l'origen i la font de variació genètica de les plantes conreades, va considerar a Guatemala com un dels centres de diversitat genètica més rics del món.
També la diversitat cultural (exclusivament humana) ha de considerar-se com a part de la biodiversitat. Igual que la diversitat genètica o d'espècies, alguns atributs de les cultures. La diversitat cultural es manifesta per la pluralitat del llenguatge, de les creences religioses, de les pràctiques del maneig de la terra, en l'art, en la música, en l'estructura social, en la selecció dels cultius, en la dieta. Aquests grups nadius posseeixen coneixements importants respecte a usos i propietats d'espècies; diversitat de recursos genètics i les tècniques de maneig.
I amb 25 grups sociolingüístics, la biodiversitat de Guatemala va més enllà de la flora i fauna; els seus paisatges i les seves arrels culturals i tradicions són un gran atractiu per al turisme.
La seva diversitat ecològica la posiciona com una de les àrees de major atractiu turístic a la regió. La seva topografia fa que posseeixi una varietat de paisatges i climes diferents, per tant té una gran riquesa de flora i fauna.
Aproximadament dues terceres parts del territori de Guatemala estan formades per muntanyes, moltes d'elles d'origen volcànic. Les terres altes comprenen dues serralades paral·leles, la Serra dels Cuchumatanes i el sistema de la Sierra Madre, continuació de la Sierra Madre de Chiapas, que travessa Guatemala del nord-oest al sud-est.
El vessant septentrional, la regió de Petén, comprèn des de zones de pasturatge fins a selves altes (boscos humits tropicals) i està poc poblada.
A l'estret vessant del Pacífic, molt humit i fèrtil en la seva part central, es localitza la major densitat de població. Una important cadena de volcans corre paral·lela a la costa del Pacífic, encara que la major part romanen inactius; no obstant això, s'han registrat erupcions importants del Tacaná (4.030 msnm), a la frontera amb Mèxic. També estan el volcà de Pacaya en el Municipi de San Vicente Pacaya del Departament d'Escuintla, el Volcà de Foc en el Departament de Sacatepequez, i el Volcà Santiaguito, que va néixer a inicis del segle passat i és visitat per vulcanòlegs per estudiar el seu creixement.

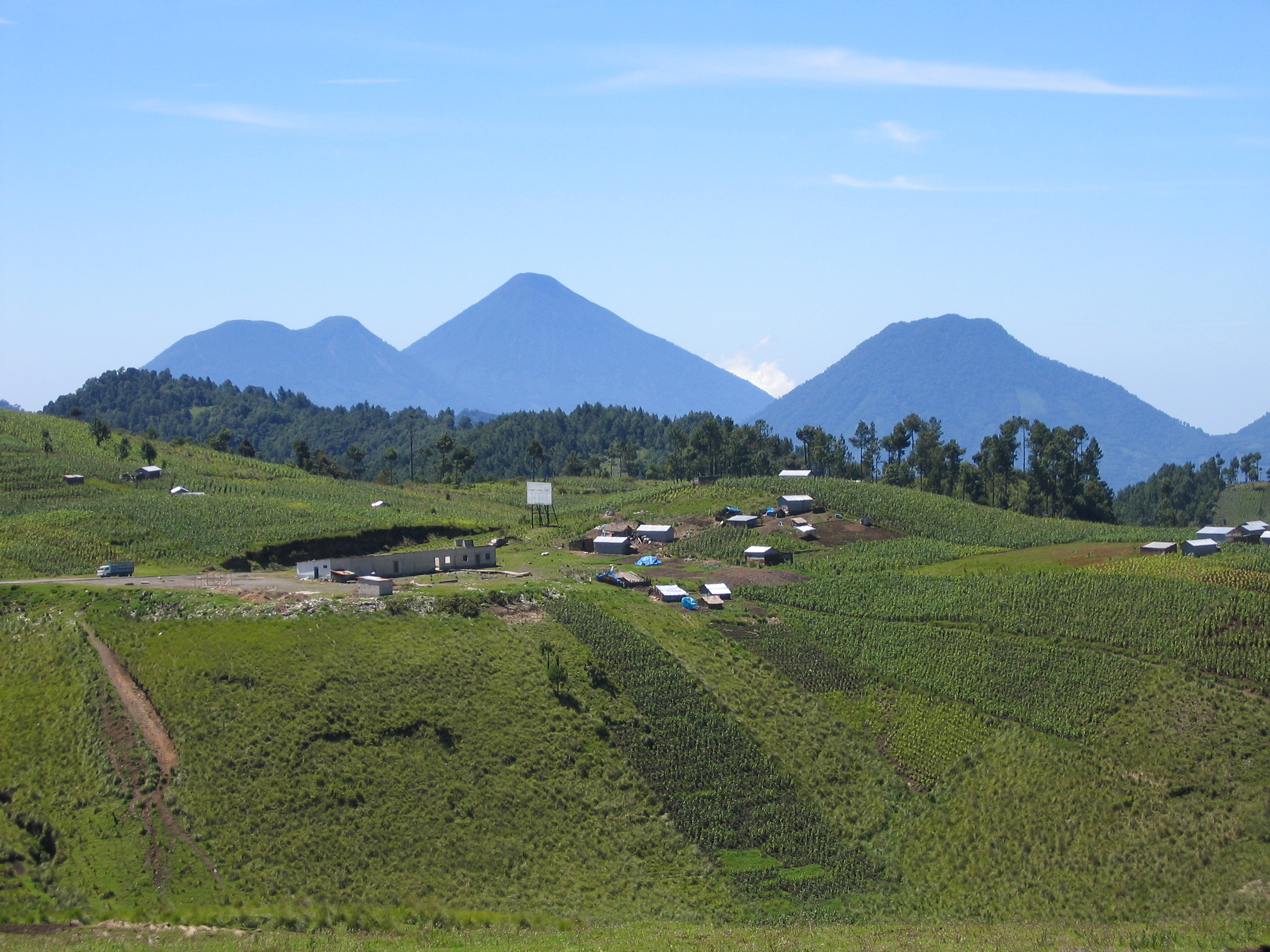
Cadena volcànica de Guatemala al seu pas per l'altiplà guatemalenc.

El cim més elevat del país és el volcà Tajumulco (4.220 msnm); destaquen també el Tacaná (4.030 msnm) entre la frontera de Guatemala-Mèxic, el Santa María (3.772 msnm), l'Aigua (3.766 msnm), el Foc (3.763 msnm), el volcà Atitlán (3.537 msnm), situat al costat del bellíssim llac del seu mateix nom, i el volcà de Pacaya (2.552 msnm) situat al costat del llac d'Amatitlán, en el departament de Guatemala. Els terratrèmols són freqüents a la rodalia del cinturó volcànic del sud, on han estat destruïts nombrosos poblats. En el litoral atlàntic, principal sortida comercial en aquest oceà, es troba el major llac del país, l'Izabal.

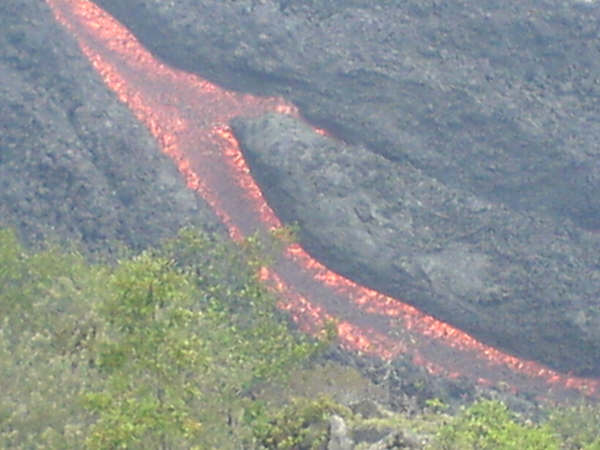
Rius de Lava són visibles en diferents punts del país.

Els rius de Guatemala de major longitud són: riu Motagua des del Departament del Quiché fins a la frontera amb Hondures en el Departament d'Izabal; el riu Usumacinta neix en el Departament de Huehuetenango com riu Chixoy o Negro i després es converteix en el riu Usumacinta en el Departament d'Alta Verapaz i del Petén; després de vorejar tot el Departament del Petén desemboca en el Golf de Mèxic. També estan el riu Polochic, el riu Dulce i el riu Sarstún.
Excepte per les àrees costaneres de l'oceà Pacífic, Guatemala és en la seva majoria muntanyenca, amb un clima càlid tropical, més temperat en l'altiplà. La majoria de les ciutats principals estan situades en la part sud del país; les ciutats principals són la capital Ciutat de Guatemala, Quetzaltenango i Escuintla. El gran Llac d'Izabal està situat a prop de la costa del Carib.

### Recursos naturals
El sòl, molt fèrtil, és el recurs més important de Guatemala, que és bàsicament un país forestal. Alguns dels minerals del país, encara que no tots suficientment explotats, són el ferro, el petroli, el níquel, el plom, el zinc i la cromita; s'han descobert dipòsits d'urani i mercuri. En l'altiplà del departament de San Marcos, des de l'any 2006 s'explota l'or. La regió de Petén proporciona espècies arbòries fusteres i medicinals, com a arbre de l'hule, chicozapote (Manilkara zapota), banús (Diospyros ebenum) i altres; la fusta i els seus productes s'utilitzen tant per al consum local com per a l'exportació, així també s'explota en menor grau el petroli.

### Geologia
Guatemala està situada sobre una porció terrestre geològicament molt activa i una mostra d'això és la seva actual activitat volcànica. El que avui és Amèrica del Sud estava unida a Àfrica fa aproximadament 160 milions d'anys. Al final del període Juràssic, fa aproximadament 130 milions d'anys, es mostrava desplaçament d'una part de l'antic continent cap a l'est, iniciant-se així la separació del que avui és Amèrica del Sud. Així mateix, van anar sorgint petites illes, les denominades Proto-Antilles, que amb el temps es van desplaçar al nord-est, formant les Antilles. Fa 100 milions d'anys, Àfrica estava completament separada d'Amèrica del Sud.

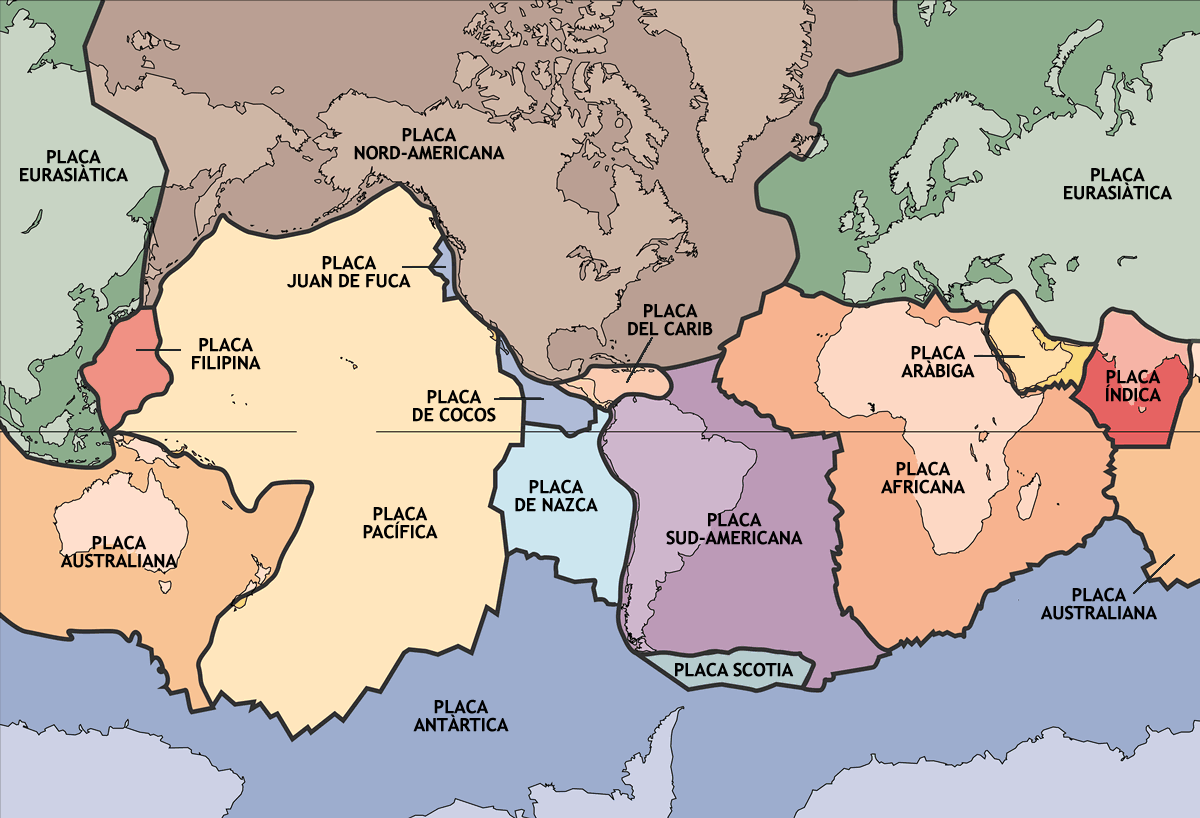
Guatemala es troba enmig de la placa nord-americana, placa de Cocos i placa del Carib.

Al final del Cretaci, fa aproximadament 80 milions d'anys, algunes àrees terrestres d'Amèrica Central septentrional van començar a emergir, bàsicament per activitat volcànica i pel xoc de les plaques tectòniques, constituint el nucli d'Amèrica Central que inclou els altiplans de Chiapas, el centre i part muntanyenca del sud de Guatemala, Hondures, El Salvador i el nord de Nicaragua. D'acord amb Dengo (1969), el relleu del nord de Centreamèrica es va incrementar per emanacions de material volcànic de les fissures entre les plaques tectòniques. Lentament, en termes de milions d'anys, Centreamèrica va anar emergint. Fa uns 60 milions d'anys Amèrica del Nord, incloent Amèrica Central septentrional, es trobava separada d'Amèrica del Sud per una àrea marina, la qual ha estat denominada per alguns geòlegs com el canal centreamericà.
En el relacionat a l'estructura i història geològica, Amèrica Central septentrional és part del subcontinent nord-americà. Més tard va anar sorgint l'arc que forma el sud de Nicaragua i Costa Rica, també per activitat volcànica. Les muntanyes freqüentment són formades quan dues plaques tectòniques xoquen una contra l'altra. Els Andes i els Cuchumatanes estan sent lentament elevats en resposta al moviment de la placa del pacífic cap a l'est.
El sud actual de Centreamèrica (sud de Nicaragua, Costa Rica i Panamà) es va originar d'un promontori submarí en el qual es van anar formant una sèrie d'illes volcàniques molt similars a les illes menors, a conseqüència de l'embranzida de l'escorça del Carib cap al Pacífic. L'arxipèlag centreamericà va seguir emergint per formar la resta de Centreamèrica, la qual cosa va ocórrer totalment fa aproximadament dos milions d'anys, quan finalment es van unir Amèrica Central i del Sud en emergir» una petita àrea que encara estava submergida, i avui és Panamà.
L'aparició de l'Arxipèlag mesoamericà i després la conformació de la massa centreamericana va permetre la migració de vegetals i animals del nord al sud i del sud al nord. Això explica per què Centreamèrica té una flora i fauna molt diversa, que prové tant del sud com del nord.
En general, el relleu centreamericà es va anar incrementant en el curs de diversos milions d'anys per emanacions de material volcànic de les fissures entre les plaques tectòniques. Això explica l'origen volcànic de la majoria dels sòls de la plataforma central de Guatemala i Centreamèrica, i el poc desenvolupament dels sòls de les parts planes de l'oest Atlàntic, tal com les regions del Petén, Belize i Yucatan; és a dir, els sòls de la plataforma central tenen diverses desenes de milions d'anys de formació, en els quals han actuat la flora i el temps. Els sòls del departament de Petén, molts d'ells càrstics, tenen pocs milions d'anys de desenvolupament i això explica per què són poc profunds; les roques de la part sud del Petén són predominantment pedres calcàries marines del Miocè, de fa aproximadament 10 milions d'anys.
El territori de Guatemala està situat sobre tres plaques tectòniques, o parts d'elles: el bloc Maia de la Placa d'Amèrica del Nord, el Bloc Chortís de la Placa del Carib i la part nord de la Placa del Coco o de Cocos; les dues primeres són continentals i la tercera oceànica. La placa de Cocos col·lideix amb la Placa d'Amèrica del Nord, desplaçant-se per sota d'aquesta, provocant el fenomen denominat "subducció", la qual cosa provoca activitat volcànica en la plana costanera de l'oceà pacífic. Per la seva banda, les plaques del Carib i d'Amèrica del Nord col·lideixen, formant cadenes muntanyenques a l'àrea de la Serra de les Mines, prenent com a punt de partida la falla del riu Motagua a la vall del mateix nom.

### Volcans
El cim més elevat del país és el volcà Tajumulco (4.220 msnm); destaquen també el Tacaná(4.092 msnm) entre la frontera de Guatemala-Mèxic, el Santa María (3.772 msnm), l'Aigua (3.766 msnm), el Foc (3.763 msnm), el volcà Atitlán (3.537 msnm), situat al costat del bellíssim llac del seu mateix nom, i el volcà de Pacaya (2.552 msnm) situat al costat del llac d'Amatitlán, en el departament de Guatemala, que és un dels volcans més actius del món.
A Guatemala s'han identificat el sorprenent nombre de 324 focus eruptius. La major part d'aquests són petits cons cinerítics i de lava a la part sud-oriental del país. Se'n troben més al Departament de Jutiapa amb 181 focus eruptius, el segueixen: Santa Rosa amb 42; Jalapa amb 31; Chiquimula amb 27; Guatemala amb 13; Quezaltenango amb 11; Sololá amb 7; Escuintla amb 4; San Marcos i Totonicapán amb 2; i Chimaltenango, Sacatepéquez, El Progreso, i Zacapa amb un  cadascun. D'aquests, 11 volcans estan classificats com a actius al Catàleg dels Volcans Actius del Món, i tres d'aquests: Santiaguito, Foc i Pacaya han registrat erupcions en els últims deu anys.

### Orografia

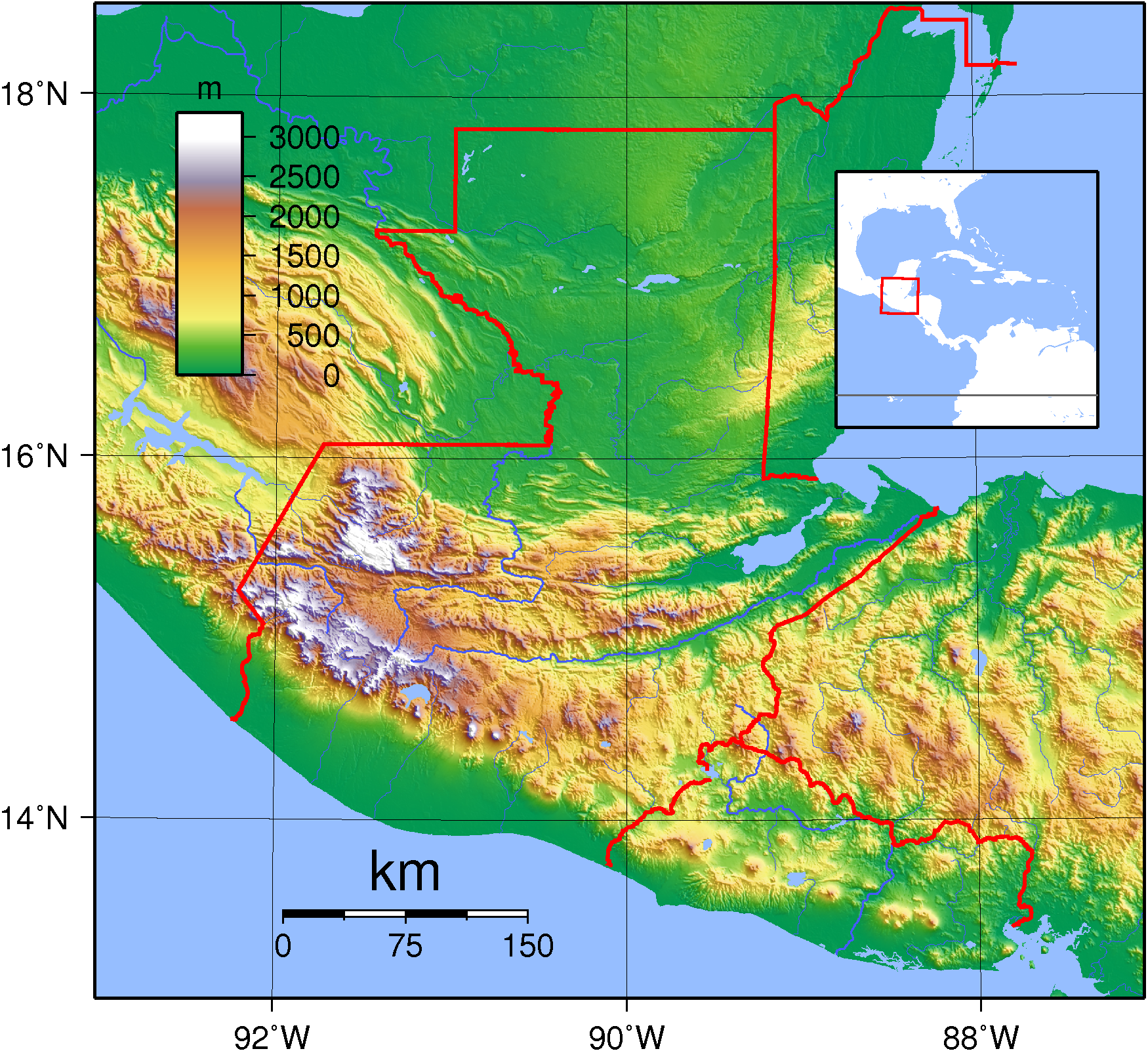
Orografia de Guatemala.

Guatemala és un país a la regió subtropical de l'hemisferi nord amb un relleu marcadament muntanyenc en gairebé el 60% de la superfície. Les diferents zones ecològiques varien des del nivell del mar fins a aproximadament 4.000 msnm, amb precipitació que varia d'una zona a una altra des dels 400 fins a aproximadament 4.000 mm anuals.
La serra dels Cuchumatanes i la Sierra Madre s'endinsen a Guatemala. La Sierra Madre travessa el país d'oest a est, corre paral·lela al Pacífic i es perllonga cap a Hondures pel Turó Fosc. La serra dels Cuchumatanes, més al nord, s'estén fins al nord del riu Chixoy o Negro, on es divideix en dos grups: els Cuchumatanes a l'oest i la serra de Chamá a l'est.
Guatemala és un dels països més volcànics del món. Destaquen els de Tajumulco (4.220 msnm), el cim més alt d'Amèrica Central, volcà de Foc (3.763 msnm), el de Santa María (3.772 msnm), el volcà d'Aigua (3.763 msnm), el volcà San Pedro, el Tolimán, a la vora del llac d'Atitlán.
A causa dels seus múltiples plegaments orogràfics, Guatemala està sotmesa a constants sismes i erupcions volcàniques. Una de les majors tragèdies que ha conegut la història d'aquest país es va produir amb el terratrèmol de 1976, que va ocórrer a la matinada del 4 de febrer, quan a les 3:01:43 hora local, Guatemala va despertar sobresaltada per un fort sisme. El sisme, amb una intensitat de 7,6° en l'escala de Richter, va durar 39 segons i va ser seguit de diverses rèpliques.
La falla de Motagua, que travessa el territori guatemalenc d'est a oest, va ser la que va provocar el terratrèmol de 1976. L'epicentre es va localitzar a 150 quilòmetres al nord-oest de la ciutat de Guatemala, a prop de Gualán, en el Departament de Zacapa, i l'hipocentre a 5 quilòmetres de profunditat. Va causar aproximadament 23.000 morts, 76.000 ferits i va deixar a més d'un milió de persones sense llar.

### Hidrografia

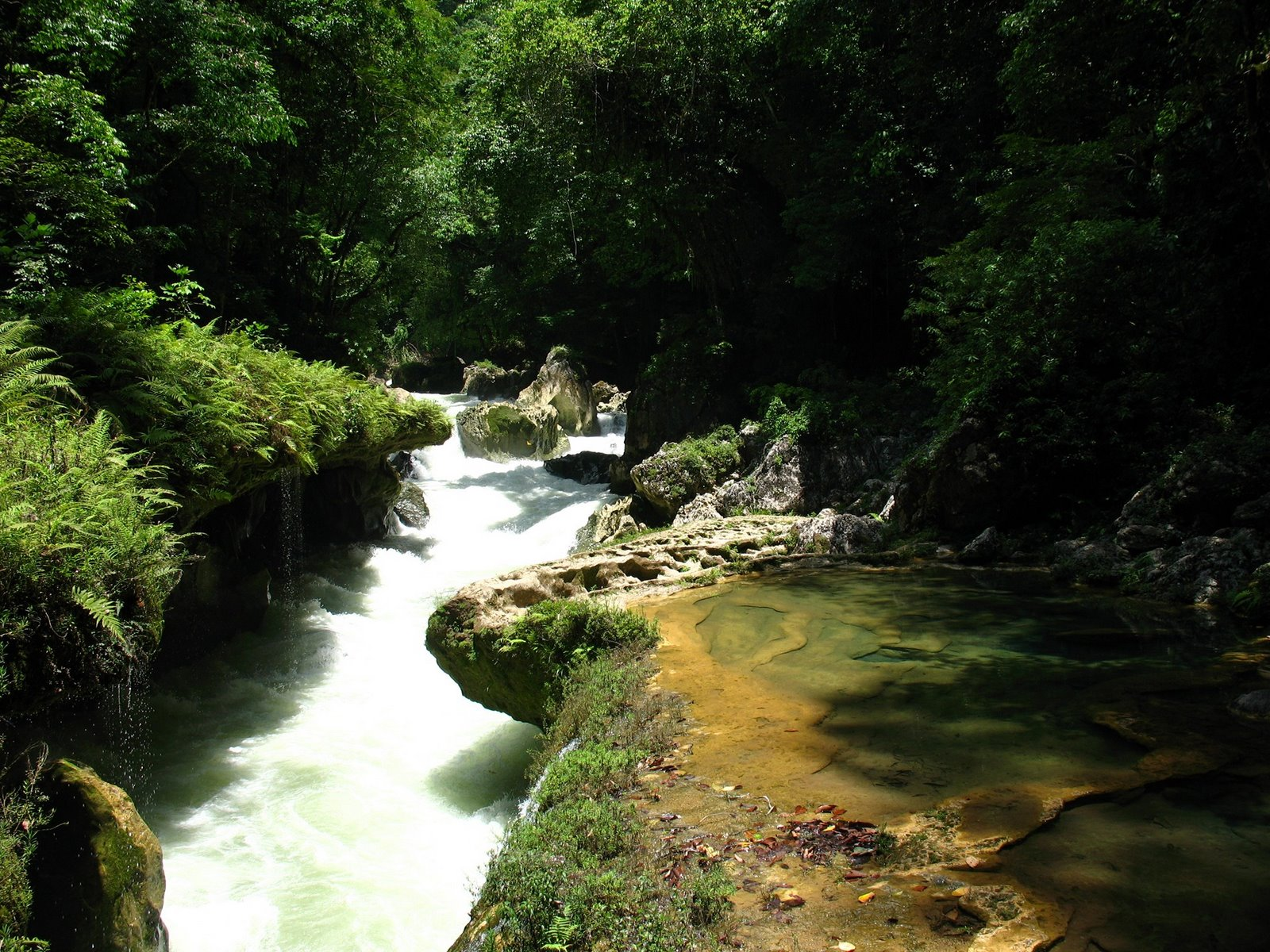
Riu Cahabón, un dels més importants del país, al seu pas pel Monument Natural de Semuc Champey en el departament d'Alta Verapaz.

Els sistemes muntanyencs determinen dues grans regions hidrogràfiques, la dels rius que desemboquen a l'oceà Pacífic, i els que ho fan a l'Atlàntic, que al seu torn es divideixen en dues vessants: la del Carib, pel golf d'Hondures, i la del golf de Mèxic, travessant Yucatan. Els rius que desemboquen en el golf d'Hondures són extensos i profunds, propis per a la navegació i la pesca; entre els més importants estan el riu Motagua o riu Gran, i el riu Dulce, desguàs natural del Llac d'Izabal; així mateix es troben els rius que no són propis de navegació i que igualment desemboquen a l'oceà Atlàntic, com són el riu Polochic i el riu Sarstún (frontera entre Guatemala i Belize).
De la conca hidrogràfica del golf de Mèxic sobresurten el riu La Pasión i el Chixoy o Negro, riu en el qual se situa la Hidroelèctrica Chixoy que proveeix el 30% de l'electricitat consumida pels guatemalencs, i on s'ha planificat la construcció de la Hidroelèctrica Xalalá que està ara en licitació. Tots aquests són afluents de l'Usumacinta, el riu més llarg i cabalós de Centreamèrica, i frontera natural entre Guatemala i Mèxic en el departament del Petén. Els rius de la conca hidrogràfica del Pacífic es caracteritzen per ser curts, de curs ràpid i impetuosos; dins dels rius fronterers estan el riu Suchiate (frontera natural entre Mèxic i Guatemala, a l'altura del departament de San Marcos), i el riu Paz (frontera natural entre el Salvador i Guatemala, a l'altura del departament de Jutiapa).
El territori compta amb nombrosos llacs i llacunes, molts d'origen volcànic, com l'esplèndid llac d'Atitlán, i el llac d'Amatitlán, amb deus d'aigües sulfuroses a altes temperatures. D'origen fluvial destaquem el llac Petén Itzá, que té diverses illes, i en una d'elles s'assenta l'illa de la ciutat de Flores, i el llac d'Izabal, el més gran de Guatemala, que desemboca en el golf d'Hondures a través del riu Dulce.
El litoral costaner de Guatemala té una extensió de 402 km. Les costes del mar Carib, estimades en 148 km, estan compreses en el golf d'Hondures, on es troba la badia d'Amatique. El litoral costaner del Pacífic és la costa més extensa, amb 254 km.
La variabilitat del país en diferents pisos altitudinals condueix a la variabilitat de climes, fisiografia i sòls, els quals constitueixen factors importants en la diversitat d'hàbitats i ecosistemes i per això en el tipus i variació de vegetació i fauna; això explica la diversitat de cultius que poden produir-se i les diferents formes biològiques susceptibles de ser aprofitades.

### Clima
Existeix una gran diversitat de climes a Guatemala. El clima de l'altiplà central és bastant temperat, amb una mitjana de 15 °C durant tot l'any. El clima de les regions costaneres és de característiques més tropicals; la costa atlàntica és més humida que la del Pacífic, amb una temperatura mitjana anual de 28,3 °C. L'estació de pluges es presenta entre maig i novembre. Les precipitacions anuals de la zona nord oscil·len entre els 1.525 mm i els 2.540 mm; la ciutat de Guatemala (Guatemala City), a les muntanyes del sud, rep prop de 1.320 mm de mitjana anual.
Les àrees varien en el seu clima, elevació i paisatge, per la qual cosa hi ha contrastos dramàtics entre les zones baixes amb un clima tropical, càlid i humit, i les regions altes, Cims i valls.
El clima és càlid i humit a la costa Pacífica, i a les zones baixes de Petén (encara que en aquest últim pot ser càlid i sec), mentre que a les terres altes i a l'àrea de Cuchumatanes el clima és de fred de muntanya i és àrid i càlid a les zones més orientals.

#### El fenomen «El Niño» i el canvi climàtic
Un dels esdeveniments climàtics de major impacte a Guatemala és el fenomen El Niño, amb importants implicacions en el clima, que s'ha reflectit en la variació dels règims de pluja. Sota esdeveniments severs s'ha registrat una disminució important en els acumulats de pluja en l'inici de l'època plujosa.
També s'han registrat nevades inusuals en els cims més alts del país. Guatemala per estar situada a la zona tropical del planeta no registra aquest fenomen, però en l'última dècada ha registrat nevades més freqüents i intenses en alguns cims del país. L'última gran nevada sobre Guatemala va caure en el volcà Tajumulco el 19 de desembre de 2009, acumulant-se al voltant de 20 cm de neu en el cim d'aquest volcà.
El fenomen s'ha associat a major incidència de fronts freds, augment del nombre d'huracans en el Pacífic mentre que disminueixen en l'Atlàntic, Carib i Golf de Mèxic, tal com s'ha vingut observant en els últims anys. Aquestes condicions atmosfèriques causen inundacions importants en les conques dels rius, principalment els corresponents al vessant del Pacífic, que es veuen agreujades per l'alta vulnerabilitat de moltes zones poblades establertes en àrees d'alt risc, com a marges de rius i vessants propensos a lliscaments.
Amb relació a les condicions que porta el canvi climàtic es considera que els impactes seran molt forts en tots els aspectes de la vida nacional, tret que hi hagi millores substancials en les condicions socioeconòmiques. Guatemala és un país altament vulnerable. Les condicions socials del país (índex alt de pobresa, inequitat i exclusió social) fan que gran part de la població pateixi fàcilment davant situacions de tensió política, econòmica i natural, incloent els fenòmens climàtics.
- Clima Predominant: Clima Tropical.
- Clima en les Planes: Excessivament càlides durant l'estiu.
- Clima dels Altiplans: Gaudeixen de condicions climàtiques més moderades.
- A la ciutat cabdal les temperatures màximes arriben fins als 27 °C i les mínimes descendeixen fins als 5 °C.

### Recursos
- Recursos naturals: níquel, fusta, pesca, xiclet, energia hidràulica.
- Ús de la terra:
  - Terra de cultius: 12%
  - Cultius permanents: 5%
  - Pasturatges permanents: 24%
  - Boscos: 54%
  - Altres: 5%

(Dades de 1993)
- Terra irrigada: 1,250 km²

(Dades de 1993)

#### Sistema Nacional d'Àrees Protegides
El Sistema Nacional d'Àrees Protegides (SIGAP) és el conjunt de totes les àrees protegides del país i les entitats que les administren. Va ser creat el 1989 per aconseguir els objectius de conservació, rehabilitació i protecció de la diversitat biològica i els recursos naturals del país. Es troba reglamentat per la Llei d'Àrees Protegides (Decret 4-89 del Congrés de la República).
Les àrees protegides, a Guatemala, per a la seva òptima administració i maneig es classifiquen en: parcs nacionals, reserves biològiques, biòtops, reserves de la biosfera, àrees d'ús múltiple, deus, reserves forestals, refugis de vida silvestre, monuments naturals, monuments culturals, rutes i vies escèniques, parcs històrics, parcs regionals, àrees recreatives naturals, reserves naturals privades i unes altres que s'estableixin en el futur amb finalitats similars. El Sistema Guatemalenc d'Àrees Protegides, va ser creat dins de la Llei d'Àrees Protegides independentment de l'entitat, persona individual o jurídica que les administri.
El 32,09% del territori nacional es troba sota el règim d'àrea protegida amb un total de 243 àrees protegides nacionals, municipals i privades, que ocupen una àrea de 3.493.939,33 hectàrees.